# Milan Škriniar
Milan Škriniar (11 de febrer de 1995) és un futbolista professional eslovac que juga al Fenerbahçe SK, cedit pel club francès Paris Saint-Germain FC, i a la selecció de futbol d'Eslovàquia.

## Carrera de club
Va començar en el club de la seva ciutat FK Žiar nad Hronom. El 2011 va ser transferit al MŠK Žilina.

### MŠK Žilina
Škriniar va començar la seva carrera en el FK Žiar nad Hronom, abans d'unir-se a l'equip de jovent del MŠK Žilina als 12. Škriniar va fer el seu debut a la Corgoň Liga en el primer equip el 27 de març de 2012 als 17 anys i 49 dies, en un partit contra l'FC ViOn Zlaté Moravce. El 23 de novembre de 2012 va marcar el seu primer gol a la Corgoň Liga contra l'FC ViOn Zlaté Moravce amb el MŠK Žilina guanyant 4–1.

### FC ViOn Zlaté Moravce
Va ser cedit al FC ViOn Zlaté Moravce el febrer del 2013, per guanyar més experiència amb el primer equip.

### Sampdoria
El 29 de gener de 2016, el Sampdoria anuncia la signatura de Milan Škriniar en un contracte de quatre anys i mig.

## Carrera internacional
Škriniar va representar diversos equips eslovacs juvenils, i va fer el seu debut amb la selecció de futbol d'Eslovàquia en amistós guanyant 3-1 contra Geòrgia el 27 de maig de 2016.

## Palmarès
MŠK Žilina
- 1 Lliga eslovaca: 2011-12
- 1 Copa eslovaca: 2011-12

FC Inter de Milà
- 1 Serie A: 2020-21
- 2 Copes italianes: 2021-22, 2022-23
- 2 Supercopes italianes: 2021, 2022

Paris Saint-Germain
- 1 Ligue 1: 2023-24[4]
- 1 Copa francesa: 2023-24[5]
- 1 Supercopa francesa: 2024[6]

Selecció eslovaca
- 1 King's Cup: 2018